# Ron Donachie
Ron Donachie, właśc. Ronald Eaglesham Porter (ur. 26 kwietnia 1956 w Dundee) – szkocki aktor występował w drugoplanowych rolach w filmach Księga dżungli i Titanic oraz serialach Doktor Who i Gra o tron.

## Filmografia
- 1994: Księga dżungli (The Jungle Book) jako sierżant Harley
- 1997: Titanic
- 2000: Piękne istoty (Beautiful Creatures)
- 2000: Zwycięski gol (A Shot at Glory)
- 2005: Człowiek człowiekowi (Man to Man) jako sir Walter Stephenson
- 2006: Doktor Who (Doctor Who, serial telewizyjny) jako Steward
- 2006: Skrzydlaty Szkot (The Flying Scotsman jako Scobie
- 2008: Max Manus jako pułkownik J.S. Wilson
- 2010: The Deep (miniserial) jako Sturridge
- 2011: Blitz jako Cross
- 2011–2012: Gra o tron (Game of Thrones, serial telewizyjny, Nagroda Gildii Aktorów Ekranowych – nominowany[1]) jako ser Rodrik Cassel
- 2012: Filth jako Hector